# William Boardman
William Boardman (1810 — 1886) foi um pastor e professor norte-americano, autor, em 1858, de Uma Vida Cristã mais Elevada que ajudou a dar início ao Movimento Vida Superior.
O trabalho de Boardman atraiu atenção internacional, especialmente na Inglaterra, onde Boardman exerceu influência entre 1873 e 1874.
Dwight L. Moody e Ira Sankey lideraram grandes campanhas evangelísticas e Boardman esteve falando em toda a Inglaterra sobre a santidade e a vida mais elevada. Isto levou ao estabelecimento das "Convenções de Keswick".
Boardman também veio a ser um líder no ministério da cura divina e estabeleceu  a Casa de Cura Betshan em Londres. Ele se uniu ao pastor canadense Albert Benjamin Simpson, fundador da Aliança Cristã e Missionária, na Conferência Betshan sobre Santidade e Cura de 1885 em Londres.
Foi um dos responsáveis pelo surgimento do Movimento Keswick, originado na convenção de Brighton em 1875, onde foi preletor juntamente com Hannah Whithall Smith, por promoção de santidade, considerada por muitos como um dos marcos dos movimentos avivalistas modernos.

## Obras
- Aquele que vem: ou o evangelho de conquista (1869)
- Alegria em Jesus
- O trabalho de fé sob o dr. Cullis, em Boston (1863)
- No poder do Espírito, ou, a experiência cristã à luz da Bíblia (1875)
- O grande médico (Jeová Rafá) (1881).